# Vulcana-Băi
Vulcana-Băi è un comune della Romania di 3 275 abitanti, ubicato nel distretto di Dâmbovița, nella regione storica della Muntenia.
Il comune è formato dall'unione di 3 villaggi: Nicolaești, Vulcana-Băi, Vulcana de Sus.